# Fatu Huku
Fatu Huku es una isla de las Marquesas, en la Polinesia Francesa. Está situada en el grupo sur del archipiélago, incluida en la comuna de Hiva Oa que se encuentra a 20 km al sur.
La isla es pequeña y está deshabitada, con una superficie de 1 km². Consiste en una plana elevada de 361 metros de altitud. Una leyenda explica que antes era una isla fértil y verde. Tanaoa, dios de los pescadores, giró la isla entera y así se explica la existencia de coral en el centro de la isla.
Fatu Huku fue descubierta por el inglés James Cook en 1774. La denominó Hood, nombre del marinero de 16 años que fue el primero en verla, Alexander Hood.